# Enade Ryssland
Enade Ryssland (ryska: Единая Россия, Jedinaja Rossija) är ett politiskt parti i Ryssland som grundades den 1 december 2001. Partiet kallar sig självt ett mittenparti och inkluderar både populistiska och konservativa element.
Partiledare är Rysslands tidigare president och premiärminister Dmitrij Medvedev. Det är Rysslands i särklass största parti och har för närvarande[när?] kvalificerad majoritet med 343 av 450 ledamöter i Statsduman. Medvedev stod partiet nära under sitt presidentskap, men var inte medlem med hänvisning till att "ideologi är farligt". Dock blev Medvedev medlem av partiet under hösten 2011.

## Valresultat
I september 2021 fick president Vladimir Putins parti Enade Ryssland ungefär hälften av rösterna, en nedgång från förra valet men det gav fortfarande en betryggande majoritet i duman. För första gången sedan 1993 tilläts inga valobservatörer från organisationen för säkerhet och samarbete i Europa, OSSE, bevaka valet, vallokalerna och rösträkningen. Den oberoende valövervakningsorganisationen Golos redogjorde för tusentals rapporter om oegentligheter i samband med dumavalet. Ett omfattande valfusk förekom såväl kring själva valet som kring rösträkningen och den digitala röstningen manipulerades. Enade Ryssland behäll två tredjedelars majoritet i underhuset, duman.

## Ungdomsförbund
Partiets ungdomsorganisation heter Unga gardet (Molodaja Gvardija). Partiet har även flera ungdomsorganisationer nära knutna till sig, till exempel Nasji (de våra) och Rossija Molodaja (det unga Ryssland). I april 2008 hade partiet 2 miljoner medlemmar.

## Bilder

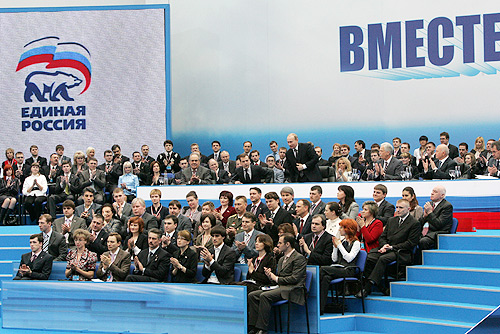
Överst, mitt i bilden upprätt stående är Vladimir Putin (vid fototillfället Rysslands president) på Enade Rysslands 9:e partikongress den 15 april 2008.
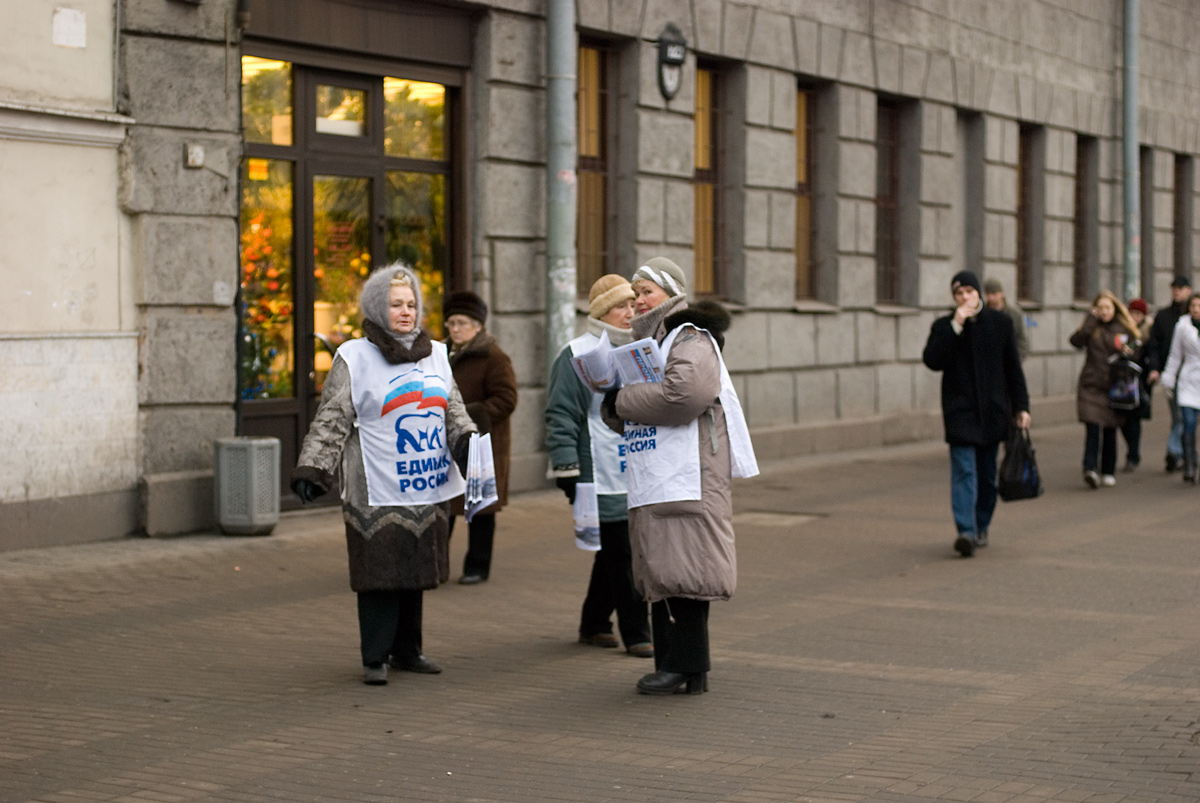
Kampanjarbetare i Sankt Petersburg, Ryssland vid valet 2007.
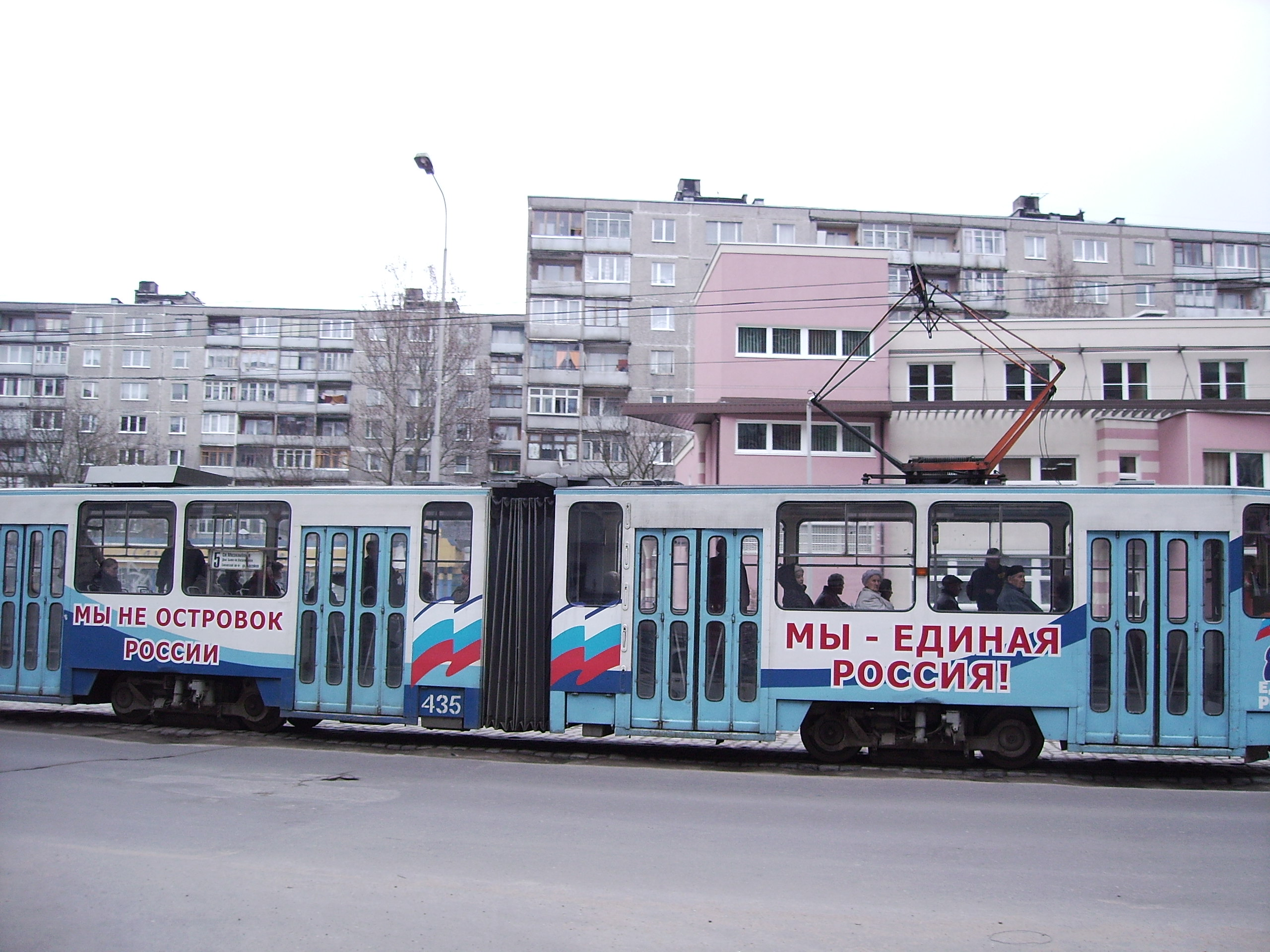
Spårvagnar i Kaliningrad, Ryssland med reklam för Enade Ryssland.